# Panik im Zoo
Panik im Zoo (Originaltitel: Murders in the Zoo) ist ein US-amerikanischer Horrorfilm aus dem Jahr 1933 von A. Edward Sutherland mit Charles Ruggles und Lionel Atwill in den Hauptrollen.

## Handlung
Der millionenschwere Zoologe Eric Gorman, der von Zweifeln an der Treue seiner Frau Evelyn überwältigt wird, ermordet ihren mutmaßlichen Liebhaber Bob Taylor, indem er ihm den Mund zunäht und ihn hilflos in einem Dschungel in Indochina zurücklässt. Der vorgeblich geschockte Gorman erfährt, dass Taylor von Tigern gefressen worden sei. 
Gorman kehrt mit einer Menagerie wilder Tiere, die im Zoo untergebracht werden sollen, in die Vereinigten Staaten zurück. Er beauftragt den Laborarzt des Zoos, Dr. Woodford, und dessen Assistentin und Verlobte Jerry Evans, die Tochter des Zoodirektors, ein Gegengift für die Mamba, eine tödliche Schlange, zu finden. Unterdessen veranstaltet der neu eingestellte Presseagent Peter Yates, der Angst vor den meisten Tieren im Zoo hat und als Trinker bekannt ist, ein Wohltätigkeitsdinner im Raubtierhaus. Als Roger Hewitt beim Abendessen plötzlich an einem Mambabiss stirbt, entdeckt Woodford, dass seine Laborschlange fehlt. Der Zoo wird wegen der verschwundenen Schlange vorübergehend geschlossen. Als Gormans Frau Evelyn ihn beschuldigt, Roger getötet zu haben, mit dem sie eine Affäre hatte, versucht er, sie anzugreifen. Sie flieht in sein Büro und findet in seiner Schreibtischschublade einen mechanischen Mambakopf mit Gift darin. Als ihr klar wird, dass ihr Mann tatsächlich der Mörder ist, nimmt sie den Schlangenkopf mit in den Zoo, um es Woodford zu erzählen. Ihr Mann folgt ihr und wirft sie rücksichtslos in den Alligatorenteich, wo sie verschlungen wird.
Am nächsten Tag schleichen sich ein paar Kinder in den Zoo und finden ein Stück von Evelyns Kleid. Gorman identifiziert das Kleidungsstück und greift Woodford später mit dem Schlangenkopf an, als der ihn des Mordes beschuldigt. Jerry kommt rechtzeitig, um das Gegengift zu verabreichen, doch Gorman entkommt. Er führt die Polizei auf eine Verfolgungsjagd durch den Zoo und lässt alle Großkatzen im Raubtierhaus frei. Ein Löwe jagt ihn in den Käfig einer Abgottschlange, wo Gorman langsam von der riesigen Schlange getötet wird. Jerry pflegt Woodford wieder gesund, der betrunkene Yates verliert seine Angst vor den Großkatzen.

## Hintergrund
Das Presseheft enthielt die folgenden Informationen: Im Film wurde ein 7,50 Meter langer Python namens „Oswald“ verwendet. Er wurde von „Snake“ King, dem Besitzer einer Schlangenfarm in Texas, gemietet, sein Pfleger war John Branson. Chubby Guilfoyle war einer der vier Tiertrainer, die im Film eingesetzt wurden. Der „Selig Zoo“ stellte sechzehn Lastwagenladungen Tiere zur Verfügung, darunter Löwen, Tiger, Leoparden, Panther, Pumas, Hyänen, Schimpansen, Schlangen und fünfzig Alligatoren.

## Veröffentlichung
Die Premiere des Films fand am 31. März 1933 statt. Im selben Jahr kam er in Österreich in die Kinos.

## Kritiken
Der Filmkritiken-Aggregator Rotten Tomatoes hat in einer Auswertung von sieben Kritiken eine Zustimmungsrate von 71 Prozent errechnet. Das Publikumsergebnis hat sich bei 52 Prozent positiver Bewertungen eingependelt.
Andre Sennwald von der The New York Times befand, gemessen an seiner Fähigkeit, zu erschrecken und zu entsetzen, sei dieser Film ein gelungenes Melodram.
Das Magazin Motion Picture Herald beschrieb den Film als durch und durch schockierenden Film, der bis zum Äußersten jeden Versuch unternehme, Angst, Nervenkitzel und Schrecken zu erzeugen.
In der Variety wurde der Film als überaus gut gespielter und inszenierter Horrorfilm bezeichnet, der kompakt in Geschichte und Action sei.
Dennis Schwartz nannte den Film eine sehr lustige, aber auch sehr schaurig-makabre Geschichte über einen wahnsinnig eifersüchtigen Zoologen.